# Festival di Napoli 1954
Il secondo Festival della Canzone Napoletana si tenne a Napoli dal 20 al 22 maggio 1954, con la conduzione di Nunzio Filogamo e Marcella Davilland.
Nel 1953 la manifestazione non si è svolta, poiché la Rai aveva stabilito che il Festival avrebbe avuto cadenza biennale. Tuttavia, a causa delle accese polemiche, tale norma fu presto abolita.
Vinse il primo premio Suonno d'ammore, di Francesco Saverio Mangieri, interpretata da Achille Togliani e Tullio Pane. Nell'anno successivo, sarà proiettato nelle sale l'omonimo film, che vede protagonista Achille Togliani.

## Classifica, canzoni e cantanti
| Posizione | Canzone                 | Autori                                  | Artista                               | Voti |
| 1º        | Suonno d'ammore         | (Francesco Saverio Mangieri)            | Achille Togliani - Tullio Pane        | 71   |
| 2º        | Tre rundinelle          | (Nisa e Cesare Andrea Bixio)            | Gino Latilla - Franco Ricci           | 31   |
| 3º        | Semplicità              | (Roberto Murolo e Salvatore Mazzocco)   | Achille Togliani - Maria Longo        | 23,5 |
| 4º        | Balcone chiuso          | (Duyrat, Vincenzo Russo e Antonio Vian) | Gino Latilla - Franco Ricci           | 22,1 |
| 5º        | Penzammoce              | (A. Soprani e A. Avitabile)             | Giacomo Rondinella - Achille Togliani | 17,3 |
| 6º        | 'O core vo' fa sciopero | (F. S. Grasso e M. Cozzoli)             | Carla Boni - Maria Paris              | 17,2 |
| 7º        | Doie lacreme            | (Michele Galdieri e Carlo Innocenzi)    | Gino Latilla - Franco Ricci           | 11,2 |
| 8º        | Mannaggia 'o suricillo  | (A. Bonaccorsi)                         | Katyna Ranieri - Maria Paris          | 10,1 |
| 9º        | Aieressera              | (A. Mangione e M. Cosentino)            | Tullio Pane - Achille Togliani        | 9,2  |
| 10º       | Pulecenella             | (C. Parente e S. Palligiano)            | Katyna Ranieri - Giacomo Rondinella   | 9,2  |

### Non finaliste
| Canzone                         | Autori                          | Artista                             |
| Canta cu me!!                   | (M. Sessa e R. De Rosa)         | Katina Ranieri - Nino Nipote        |
| Ched'è l'ammore                 | (A. Cesareo e L. Ricciardi)     | Carla Boni - Nino Nipote            |
| L'ammore vo' gira'              | (G. Rocca e Furio Rendine)      | Maria Paris - Carla Boni            |
| Na buscia                       | (E. De Mura e A. Galante)       | Achille Togliani - Maria Longo      |
| Na chitarra sta' chiagnenno     | (P. Fiorelli e Mario Ruccione)  | Achille Togliani - Antonio Basurto  |
| Quann'ero surdato               | (A. Rispoli e M. Cambi)         | Gino Latilla - Antonio Basurto      |
| Ricuordate e me                 | (Tiberino)                      | Carla Boni - Maria Longo            |
| Ruota 'e fuoco e faccia 'e neve | (L. Cioffi e G. Cioffi)         | Gino Latilla - Antonio Basurto      |
| Serenata embe'                  | (A. Ciolfi)                     | Katyna Ranieri - Giacomo Rondinella |
| Speranza                        | (T. De Filippis e M. Campanino) | Katyna Ranieri - Tullio Pane        |

## Orchestra
La direzione dei cantanti "napoletani" spetta al maestro Luigi Vinci, mentre l'orchestra "italiana" è diretta da Cinico Angelini.

## Organizzazione
A differenza dell'anno precedente, l'organizzazione del secondo Festival spetta stavolta solamente alla Rai. L'intera manifestazione viene trasmessa sul Secondo programma radiofonico (l'attuale Rai Radio 2), a partire dalle 22:00 fino all'una di notte per ciascuna delle tre serate, con un'interruzione dalle 23:30 alle 24:00, durante la quale viene dato spazio al notiziario e ad altre trasmissioni.